# ФК Милуол
ФК Милуол (на английски: Millwall F.C.) е футболен клуб от Югоизточен Лондон, основан е през 1885 като Милуол Роувърс до 1889, а през периода 1890 – 1910 носи името Милуол Атлетик. Играят на стадион „Дъ Ден“ (на английски: The Den, Бърлогата) с капацитет 20 146 места. През 2010 отборът печели финалния плейоф за влизане в Чемпиъншип срещу Суиндън с 1:0
Юноши на клуба са били Тони Каскарино, Теди Шерингам и Дерек Поси.
Оттеглени номера на фланелките в „Милуол“:
20 –  Матия Шаркич, вратар, 2023 – 2024 (посмъртно). Номерът е изваден от употреба на 23 юли 2024 г. 